# المستضعفون (فلم)
المستضعفون (بالإسبانية: Metegol) فيلم رسوم متحركة إسباني أرجنتيني رقمي صدر عام 2013، من إخراج خوان خوسيه كامبانيلا.

## القصة
لاعب كرة خجول وموهوب يدعى جيك، لا يضاهي حبه للكرة شيء سوى حبه للورا الفتاة ذات الروح المتحررة، بمساعدتها يستطيع التغلب على منافسه ايس الذي يتحرش به، ويتغير كل شيء عندما يصبح ايس هو أفضل لاعب كرة فيفي العالم، ويعود لقريته متمنيًا هدمها وتحويلها إلى إستاد للكرة، ويبدأ في تدمير كل شيء واختطاف لورا، وعندما يبدو أن الأمل قد ضاع، تدب الحياة في عرائس (جيك) المصممة على شكل لاعبي كرة، ومع حلفائه الجدد يحاول جيك أن يستعيد لورا ويمنع هدم قريتهما.

## الميزانية والإيرادات
بلغت تكلفة إنتاج الفيلم حوالي 21 مليون دولار بينما حقق أرباحاً تقدر بـ 32,768,940 دولار.

## وصلات خارجية
- المستضعفون على موقع IMDb (الإنجليزية)
- المستضعفون على موقع ميتاكريتيك (الإنجليزية)
- المستضعفون على موقع قاعدة بيانات الأفلام العربية
- المستضعفون على موقع ألو سيني (الفرنسية)
- المستضعفون على موقع Turner Classic Movies (الإنجليزية)
- المستضعفون على موقع أول موفي (الإنجليزية)
- المستضعفون على موقع بوكس أوفيس موجو (الإنجليزية)
- المستضعفون على موقع فيلمافينيتي (الإسبانية)
- المستضعفون على موقع قاعدة بيانات الفيلم (الإنجليزية)
- المستضعفون على موقع ليتربوكسد (الإنجليزية)